# Vorwerk (virksomhed)
 For alternative betydninger, se Vorwerk. (Se også artikler, som begynder med Vorwerk)
Vorwerk SE & Co. KG er en tysk elektronik- og finansvirksomhed med hovedsæde i Wuppertal. De producerer multifunktionskøkkenmaskiner af mærket Thermomix og støvsugere af mærket Kobold. Igennem Akf Group driver de aktiviteter indenfor leasing- og finansiering. I 2021 beskæftigede Vorwerk 11.698 ansatte og havde en omsætning på 3,38 mia. euro.
Vorwerk blev grundlagt i 1883 af brødrene Carl- (1847–1907) og Adolf Vorwerk (1853–1925) som Barmer Teppichfabrik Vorwerk & Co. .